# ارلینگن
ارلینگن (به آلمانی: Erlingen) یک منطقهٔ مسکونی در آلمان است که در مایتینگن واقع شده‌است. ارلینگن ۱٬۴۰۰ نفر جمعیت دارد.